# غاي اولنتي
غاي اولنتي من مواليد 4 – كانون الأول -1927) و توفيت في 31 – تشرين الأول -2012 , معمارية إيطالية منتجة , والتي يمتد عملها بين التصميمات الصناعية و تصميمات المعارض. و الأثاث و التصميمات الجرافيكية و تصميمات المسارح و الإضاءة و التصميم الداخلي. كانت معروفة بتصميم معارض متعددة كبيرة الحجم بما فيها متحف أورساي في باريس (1980-1986) مع عمارة ACT , بالإضافة إلى معرض الفن المعاصر في بومبيدو سنتر في باريس, و إعادة ترميم قصر جراسي في فينيس (1985-1986). بالإضافة إلى متحف الفن الأسيوي في سان فرانسيسكو مع شركة هوك HOK لعام 2000-2003.
كانت الونتي من المعماريات النساء القلائل اللواتي شاركن في تصميم عمارة ما بعد الحرب في إيطاليا. هذه الحركة التصميمية الطليعية أزهرت إلى نوع معماري إيطالي جديد كليا, مليء بالتصورات الفاضلة و تترك النمذجة إلى الماضي.
انضمام ألونتي في تصميم مشهد ميلانو في الخمسينات و الستينات جعلت منها معمارية تحترم لقدراتها التحليلية للتحرك في التعقيد الحضري بغض النظر عن الوسط. يمكن ملاحظة تطورها التصوري في مجلة كازبيلا التصميمية التي نشرت فيها بالعادة .

## وصلات خارجية
- غاي اولنتي على موقع IMDb (الإنجليزية)
- غاي اولنتي على موقع الموسوعة البريطانية (الإنجليزية)
- غاي اولنتي على موقع مونزينجر (الألمانية)
- غاي اولنتي على موقع ديسكوغز (الإنجليزية)